# Asia Rugby Championship Division 2 2016
El Asia Rugby Championship Division 2 de 2016, fue el torneo de tercera división fiscalizado por la federación asiática y celebrado en Uzbekistán.
Se organizó como un campeonato con régimen eliminatorio en el que los Emiratos Árabes Unidos se quedaron con el título, el ascenso al ARC Division 1 2017 y siguió en carrera por un lugar en el mundial de Japón 2019, mientras que la selección local finalizó en el último puesto. Los partidos se llevaron a cabo en el Dustlik Stadium de Taskent.

## Equipos participantes
- Selección de rugby de Emiratos Árabes Unidos
- Selección de rugby de Guam
- Selección de rugby de Uzbekistán
- Selección de rugby de Tailandia

## Play off
|  | Semifinales            | Semifinales |                        |           | Final        | Final        |  |
|  | 5 de julio             | 5 de julio  |                        |           | 8 de julio   | 8 de julio   |  |
|  |                        |             |                        |           |              |              |  |
|  |                        |             |                        |           |              |              |  |
|  | Tailandia              | 25          |                        |           |              |              |  |
|  | Tailandia              | 25          |                        |           |              |              |  |
|  | Guam                   | 16          |                        |           |              |              |  |
|  | Guam                   | 16          |                        | Tailandia | 18           |              |  |
|  |                        |             |                        | Tailandia | 18           |              |  |
|  |                        |             | Emiratos Árabes Unidos | 70        |              |              |  |
|  | Uzbekistán             | 13          | Emiratos Árabes Unidos | 70        |              |              |  |
|  | Uzbekistán             | 13          |                        |           |              |              |  |
|  | Emiratos Árabes Unidos | 65          |                        |           | Tercer lugar | Tercer lugar |  |
|  | Emiratos Árabes Unidos | 65          |                        |           | Tercer lugar | Tercer lugar |  |
|  |                        |             |                        |           |              |              |  |
|  |                        |             |                        |           | Guam         | 23           |  |
|  |                        |             |                        |           | Guam         | 23           |  |
|  |                        |             |                        |           | Uzbekistán   | 22           |  |
|  |                        |             |                        |           | Uzbekistán   | 22           |  |
|  |                        |             |                        |           |              |              |  |

## Semifinales
| 18 de mayo | Tailandia | 25 - 16 | Guam |  |  |
|            |           | Reporte |      |  |  |

| 18 de mayo | Uzbekistán | 13 - 65 | Emiratos Árabes Unidos |  |  |
|            |            | Reporte |                        |  |  |

## Tercer puesto
| 21 de mayo | Guam | 23 - 22 | Uzbekistán |  |  |
|            |      | Reporte |            |  |  |

## Final
| 21 de mayo | Tailandia | 18 - 70 | Emiratos Árabes Unidos |  |  |
|            |           | Reporte |                        |  |  |

| Bandera de Emiratos Árabes Unidos               |
| Campeón de la División 2 Emiratos Árabes Unidos |
| Primer título                                   |